# Wodowanie (lotnictwo)

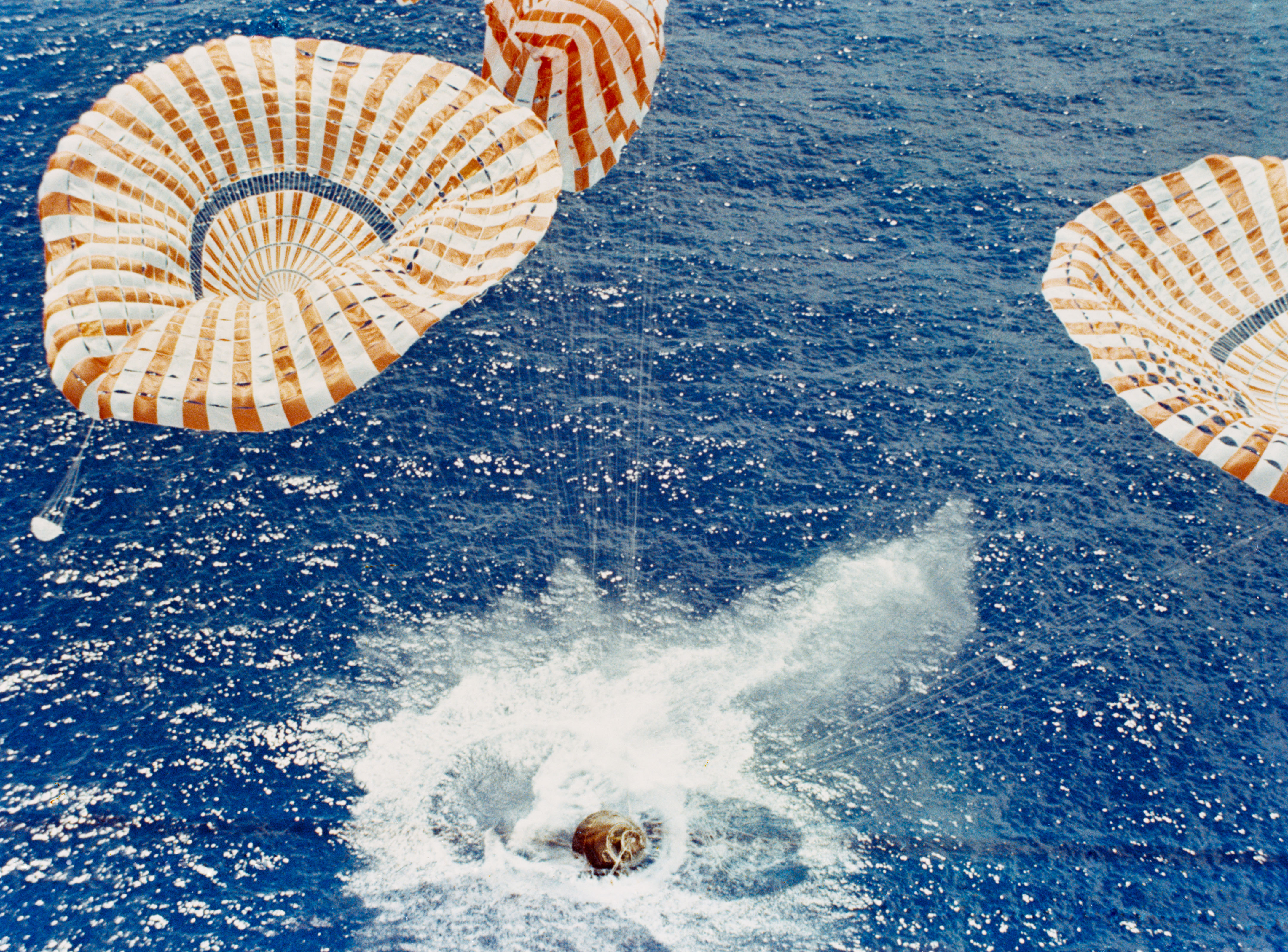
Wodowanie kapsuły Apollo 15 (1971)

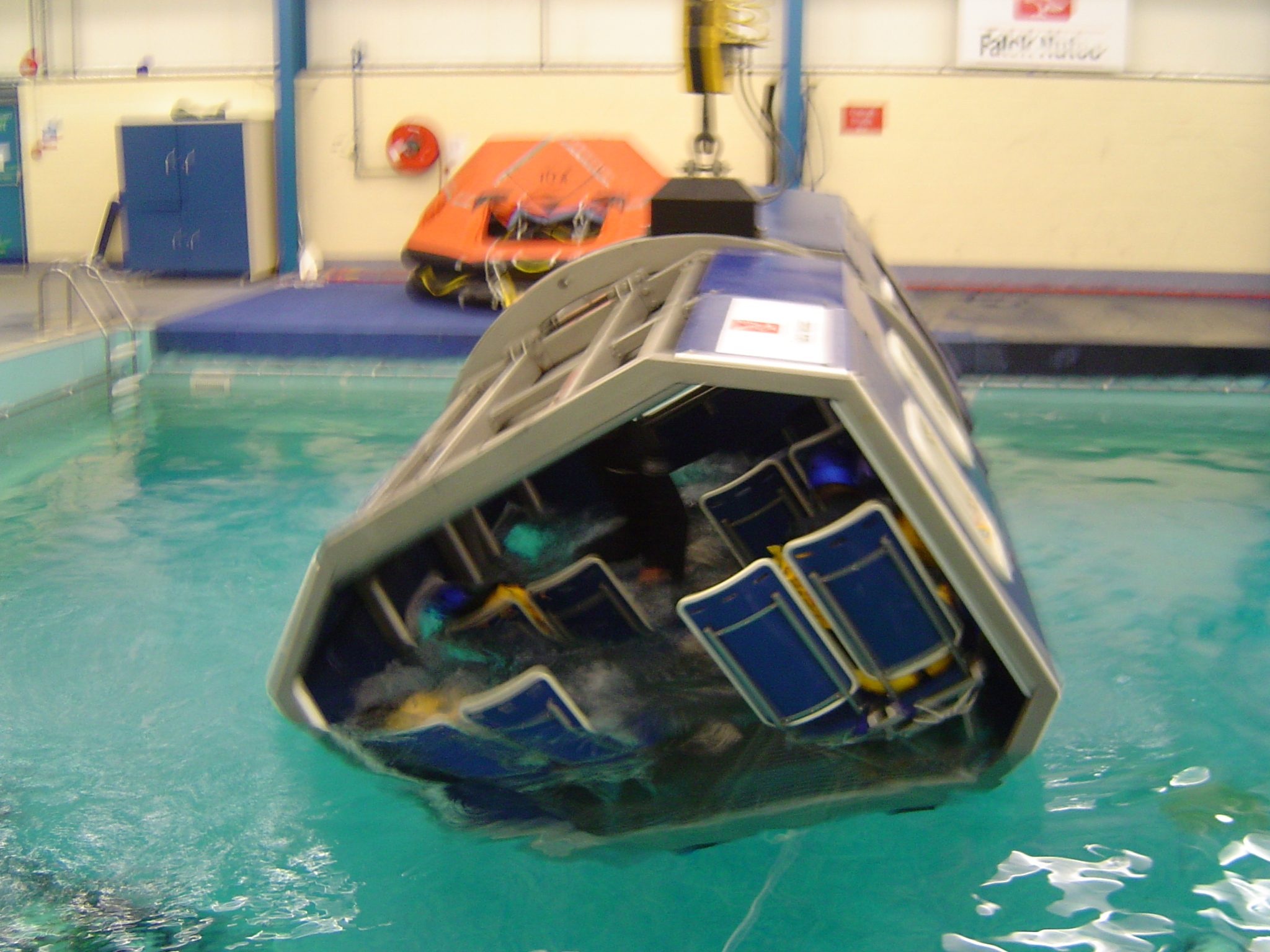
Zajęcia na symulatorze wodującego helikoptera

Wodowanie – lądowanie planowane lub lądowanie awaryjne statku powietrznego lub kosmicznego na powierzchni wody.